# The Famous Flames
The Famous Flames sono stati un gruppo musicale statunitense fondato da Bobby Byrd nel 1953 a Toccoa, nello stato della Georgia. Nel 1954, James Brown entrò nella formazione e ne divenne il leader assieme a Byrd. Nello stesso anno fu pubblicato il loro primo album Please Please Please. Grazie alla forte presenza scenica e al potente timbro vocale di Brown, il gruppo riuscì a giungere più volte nelle principali classifiche statunitensi prima di sciogliersi nel 1968.

## Storia

### Origini
I Famous Flames nacquero su iniziativa di Bobby Byrd che, nel 1952, fondò i Gospel Starlighters. L'anno seguente, la formazione venne rinominata The Avons e iniziò a farsi influenzare dall'R&B. Tuttavia, dal momento che quest'ultimo genere veniva considerato "musica del diavolo" dalle autorità cristiane dell'epoca, il gruppo continuò a proporre parallelamente per qualche tempo l'originario repertorio gospel quando si esibiva durante le funzioni religiose. Nel 1954 si unì al gruppo James Brown, reduce da alcune esperienze musicali minori e condannato al riformatorio per sedici anni per diversi piccoli reati, ma rilasciato su libertà vigilata grazie al sostegno di Byrd. Gli Avons includevano, oltre a Byrd e Brown, Doyle Oglesby, Sylvester Keels, Willie Johnson e Troy Collins, che morì nel 1954 in seguito a un incidente d'auto. Nel mentre la formazione si allargò anche con l'ingresso di Johnny Terry, Nafloyd Scott e Fred Pulliam, che sostituì Johnson, e venne rinominata The Toccoa Band dal momento che esistevano già due gruppi musicali chiamati "The Avons". Il loro nuovo manager Barry Tremier decise che Brown sarebbe stato il batterista del gruppo e Byrd il pianista.

### I primi successi
Nel 1955, dopo aver assistito a un'esibizione di Little Richard, il gruppo decise di abbandonare il gospel e cambiò nome in The Flames. Poco più tardi, il manager di Little Richard Clint Brantley fece la conoscenza del gruppo durante un loro concerto in un nightclub di Toccoa e consigliò alla band di aggiungere la parola "Famous" nel loro nome. Intanto Doyle Oglesby e Fred Pulliam abbandonarono il gruppo e furono sostituiti da Nashpendle "Nash" Knox. Verso la fine dell'anno, i Famous Flames incisero una demo di Please, Please, Please, che venne trasmessa in alcune radio di Macon e che divenne un successo locale. Il brano fu proposto a diverse etichette discografiche e infine pubblicato dalla Federal Records, sussidiaria della King Records, nel marzo 1956. Sebbene Syd Nathan, fondatore della King, avesse definito Please, Please, Please "la peggiore cagata che avesse mai ascoltato", il brano raggiunse il sesto posto nella hit parade R&B nel mese di settembre e venderà tre milioni di copie. I seguenti singoli I Don't Know (1956), No, No, No (1956), Just Won't Do Right (1956) e Chonnie-On-Chon (1957) non riuscirono tuttavia a eguagliare il successo dell'esordio e ad entrare in classifica.
Ben Bart, divenuto il nuovo manager del gruppo, suggerì al gruppo di cambiare nome in James Brown & The Famous Flames e i membri originali del gruppo furono sostituiti con quelli del gruppo vocale dei Dominions. Agli inizi del 1959, il gruppo riuscì a ottenere un buon successo con la ballata Try Me. Poco più tardi, Brown licenziò tutti i membri dei Flames/Dominions e li rimpiazzò con Big Bil "Hollings, JW Archer e Louis Madison a cui si unì presto Willie Johnson, che aveva già fatto precedentemente parte del collettivo. La band, questa volta rinominata The Fabulous Flames, pubblicò alcuni singoli dimenticati per la Bay-Tone Records. Poco più tardi, Byrd ritornò nel gruppo e ad egli si unirono Bobby Bennett e Baby Lloyd Stallworth.
Nel 1959, i James Brown and the Famous Flames tennero un concerto di apertura per Little Willie John all'Apollo Theater di Harlem e Brown pubblicò il suo primo singolo solista I Want You So Bad che raggiunse le prime venti posizioni delle classifiche R&B. Nel 1960, James Brown e i Famous Flames incisero diversi singoli di successo quali Think, Bewildered, I Don't Not Mind, This Old Heart e I'll Go Crazy.
Nel 1962 fu pubblicato il singolo Shout and Shimmy, una traccia basata su Shout degli Isley Brothers. Il brano ricevette alcuni giudizi negativi da parte della critica, ma ebbe buoni riscontri di pubblico. Il 24 ottobre dello stesso anno il gruppo si esibì nuovamente all'Apollo Theater di Harlem. La celeberrima esibizione è documentata su Live at the Apollo (1963), che vendette oltre un milione di copie e rimase per 14 mesi in classifica. A contribuire ulteriormente al successo del gruppo vi fu l'uscita del film concerto The T.A.M.I. Show (1964), che documenta un'esuberante esibizione di Brown. Nel 1964 il gruppo pubblicò Pure Dynamite! Live at the Royal, che riuscì ad eguagliare il successo di Live at the Apollo piazzandosi ai primi posti della classifica pop di Billboard, e Showtime. Nello stesso periodo si diffuse l'ipotesi errata secondo cui i Flames fossero la band di supporto di James Brown. Sempre nel 1964 uscirono le hit Oh Baby Don't You Weep e Maybe the Last Time.

### Gli ultimi anni
Nel 1964 Brown e Byrd fondarono la Fair Deal con l'intenzione di far conoscere la loro musica al di fuori della comunità R&B. Brown stipulò un contratto con la Smash Records, sussidiaria della Mercury Records, per distribuire i suoi dischi e per essa pubblicò Out of Sight (1964), considerata una pietra miliare del genere funk. Tuttavia, per timore di perdere l'artista, che era stato il più redditizio dell'etichetta, la King Records gli offrì un nuovo contratto; Brown decise quindi di tornare a lavorare per la label di Syd Nathan.
Nel 1966, James Brown e The Famous Flames apparvero nel film Ski Party di Alan Rafkin e si esibirono due volte all'Ed Sullivan Show.
Intanto si acuirono i dissapori all'interno della formazione (i membri della band dichiaravano di essere sottopagati) e Brown desiderava intraprendere una carriera solista. Ciò spinse Lloyd Stallworth a lasciare il gruppo dopo la loro prima apparizione all'Ed Sullivan Show. Poco più tardi, altri membri dei Famous Flames lasciarono il gruppo negli anni seguenti. L'ultimo album di James Brown con i Famous Flames fu Live at the Apollo, Volume II, uscito nel 1968.

### Dopo lo scioglimento
Sebbene i Famous Flames avessero smesso di suonar con il "padrino del funk", Bobby Byrd continuò a collaborare con questi per alcuni anni. In una sua autobiografia del 1986, Brown definì i Famous Flames "un buon gruppo di supporto dal vivo sebbene non fossero granché nel canto". In altre circostanze dichiarò invece che fossero "un gruppetto di cantanti davvero niente male".
Nel 2003, Byrd, sua moglie Vicki Anderson, Bobby Bennett e Lloyd Stallworth fecero causa a Brown e alla Universal Records (che era allora proprietaria del catalogo della King Records), sostenendo di non essere stati retribuiti per delle royalty non pagate sulle canzoni che disse di aver scritto insieme a Brown. Nonostante ciò, Byrd asserì di "amare ancora" Brown e ritenne che la questione fosse più dovuta a problemi con Universal che con Brown.
Nel 2012, i Famous Flames furono inclusi nella Rock & Roll Hall of Fame.

## Discografia parziale

### Album
- 1956 – Please Please Please
- 1958 – Try Me! (later heruitgebracht als: 16 Hits:The Unbeatable James Brown & The Famous Flames)
- 1960 – Think!
- 1961 – The Amazing James Brown
- 1962 – Shout and Shimmy
- 1962 – Excitement (Mr. Dynamite)
- 1962 – James Brown and His Famous Flames Tour the USA
- 1963 – Live at the Apollo
- 1963 – Pure Dynamite! Live at the Royal
- 1964 – Showtime
- 1967 – Live at the Garden
- 1968 – Live at the Apollo, Volume II

### Singoli
- 1956 – Please, Please, Please
- 1956 – I Don't Know
- 1956 – No, No, No
- 1956 – Just Won't Do Right
- 1957 – Chonnie-On-Chon
- 1960 – Think
- 1960 – Bewildered
- 1960 – I Don't Not Mind
- 1960 – This Old Heart
- 1960 – I'll Go Crazy
- 1962 – Shout and Shimmy
- 1964 – Oh Baby Don't You Weep
- 1964 – Maybe the Last Time